# Himmelsbergstollen
Der Himmelsbergstollen ist eine in den Sandstein gehauene Kelleranlage am Himmelsberg im südlichen Bereich der Zweibrücker Innenstadt.

## Geschichte
Mit den Grabungsarbeiten wurde vermutlich im 16. Jahrhundert begonnen; die Anlage wurde danach stetig weiter bis auf 2.360 m² vergrößert. Historiker sehen die Entstehung der Kelleranlage im Zusammenhang mit der von Sébastien de Vauban geschaffenen Befestigungslinie zum Schutz der neuen französischen Ostgrenze um 1680. Zu der zeitlichen Einordnung führten bei einer Untersuchung in den 1980er Jahren aufgefundene Spuren von Schießpulver sowie die zur Bearbeitung des Sandsteins verwendeten Arbeitsmethoden.
Im Zweiten Weltkrieg diente der Stollen der Zweibrücker Bevölkerung als Luftschutzkeller. Der Zweibrücker Stadtbaumeister Gustav Groß ließ die weitgehend in Vergessenheit geratene Anlage 1944 durch im Keller erfolgte Aufschüttungen und Einbauten als Luftschutzbauwerk für die Bevölkerung und Ausweichsitz für Stadtverwaltung und -versorgung und mit einer kleinen Krankenstation ausbauen, die während des Luftangriffs auf Zweibrücken am 14. März 1945 der nach Evakuierungen reduzierten Bevölkerung weitgehend Schutz bot.
In den 1980er Jahren trug Karlwerner Kaiser, der seinerzeitige Leiter des Amtes für Bodendenkmalpflege in Speyer, Informationen zur Kelleranlage zusammen und veröffentlichte diese unter dem Titel Die großen Felsenkeller im Himmelsberg zu Zweibrücken.
Der Himmelsbergstollen ist derzeit nicht öffentlich zugänglich.